# Ljubež v Lazih
Ljubež v Lazih este o localitate din comuna Litija, Slovenia, cu o populație de 6 locuitori.